# Mod
|  | Per a altres significats, vegeu «Mod (desambiguació)». |

El moviment mod és una subcultura que es va començar a desenvolupar a Londres (Anglaterra) vers el 1958 i que va arribar a la seva màxima esplendor durant la primera meitat de la dècada del 1960. El nom prové de "modernista", pel fet que els seus integrants tenien preferència pels aleshores innovadors estils musicals vinguts dels Estats Units, com ara el bebop, el cool-jazz i el modern jazz. Els seguidors d'aquest corrent van ser coneguts com a mods (les noies, modettes) i es localitzaven sobretot a les grans ciutats d'Anglaterra, especialment Londres, Manchester, Sheffield i Liverpool.
Els elements més significatius de la subcultura mod són la música, la moda elegant i acurada i els escúters de les marques Vespa o Lambretta.

## Orígens

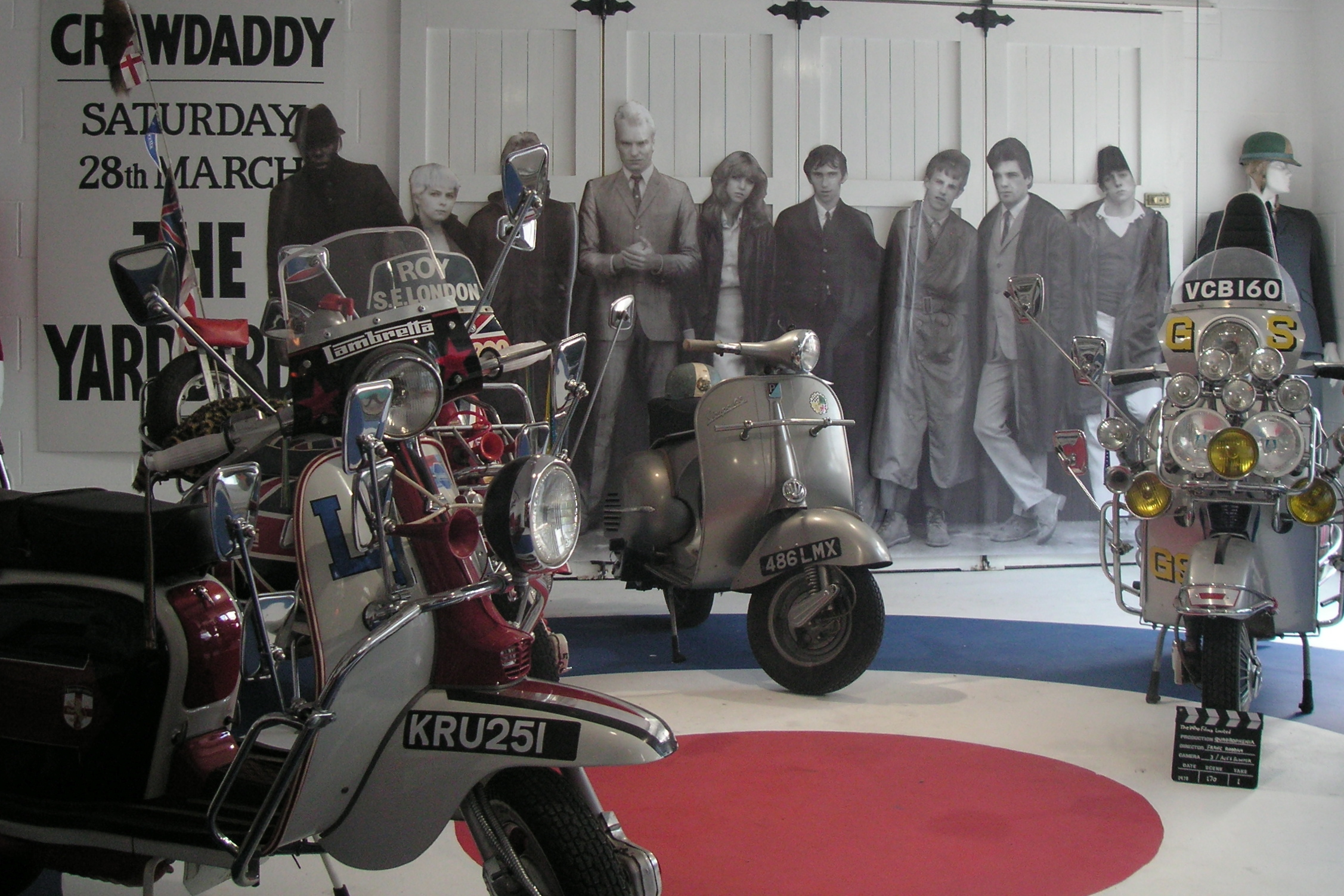
La típica estètica mod en una exposició sobre el film Quadrophenia

És molt estesa la creença que tant els mods com els seus rivals els rockers van sorgir a partir dels Teddy Boys, una subcultura que va florir a Anglaterra durant la dècada del 1950. Els Teddy Boys estaven influïts pel rock and roll nord-americà i vestien amb estil "eduardià" (pel rei Eduard VIII), amb les seves levites, i lluïen pentinats pompadour o quiff.
Els mods primigenis eren de substrat de classe mitjana i mostraven interès per les noves modes que arribaven de la part continental europea, com ara els vestits entallats italians (els de tres botons a l'americana pels nois) i, especialment, les parques de color verd caqui, així com pels estils musicals d'arrels afroamericanes vinguts dels Estats Units, especialment el modern jazz (representat per grups com ara el Modern Jazz Quartet) i el rhythm and blues. Originalment, el terme mod descrivia simplement els seguidors del modern jazz, com a contraposició a trad, emprat per a qualificar els seguidors del jazz tradicional. Finalment, la definició es va estendre més enllà de l'àmbit musical per a incloure altres elements de la moda i estil de vida o el gust pels escúters. Els mods també estaven interessats pel pop art, el cinema de la nouvelle vague francesa i la filosofia existencialista.
La novel·la Absolute Beginners, escrita per Colin MacInnes el 1959, ha estat citada sovint com a retrat de la cultura juvenil londinenca de finals dels 50, la llavor de l'escena mod en la dècada següent. És per això que sovint s'ha titllat els mods d'hedonistes i partidaris de gastar els seus ingressos durant el cap de setmana, enduts pel sentiment que la vida és curta i la joventut, la seva millor etapa. La pel·lícula Quadrophenia (1979) retrata fidelment aquest estil de vida.

## Activitats
El vehicle habitual dels mods era l'escúter, típicament Lambretta o Vespa, unes motos que es comercialitzaven com a novetat i moda en aquells anys seixanta. Quan es va dictar una llei que exigia, almenys, un mirall retrovisor en cada moto, els mods en van afegir quantitats ingents als seus vehicles com una forma de burla cap a la nova llei, sovint acompanyats de fars, portapaquets, respatllers i altres elements com a ornamentació del vehicle i per tal de fer-los més vistosos. Aquests ornaments van ser típics durant els anys 1963 i 1964, tot i que es va retornar a una estètica més senzilla i minimalista després. Un exemple d'aquesta moda es pot veure a la portada del disc Quadrophenia (1973), de The Who, a la qual apareix el personatge principal de l'òpera rock, Jimmy, mirant els seus quatre miralls retrovisors.

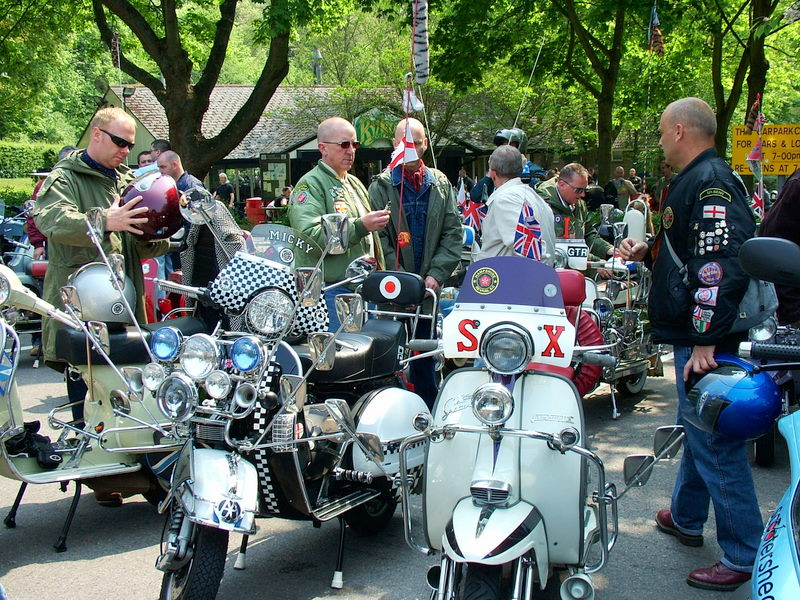
Trobada d'antics mods a Box Hill (Surrey) el 2007

De nit, els mods freqüentaven clubs de jazz (més tard, de pop i de ball), on podien escoltar la seva música, lluir la seva indumentària i mostrar nous passos de ball davant d'altres mods, mentre que durant el dia podien desenvolupar feines com empleats d'oficina o dependents. Per poder mantenir aquest ritme de vida frenètic, recorrien sovint al consum d'amfetamines. Al relat "Underground de Migdia" inclòs al llibre de Tom Wolfe publicat el 1968 La banda de la casa de la bomba i altres cròniques de l'era pop, de clara referència a aquesta subcultura, se'n retraten alguns trets habituals. A mesura que s'anava desenvolupant aquest estil de vida i s'estenia als adolescents britànics de tots els estrats socials, els mods van expandir els seus gustos musicals més enllà del jazz i el R&B, adoptant el Soul -particularment, els segells discogràfics Tamla Motown, Atlantic i Stax -, i més tard l'ska jamaicà i el Bluebeat. A més, van sorgir diversos estils i formacions de Beat i R&B britànics, amb grups com ara els Small Faces, The Who, The Animals, The Yardbirds, The Kinks i Spencer Davis Group. Altres bandes menys conegudes associades amb l'escena mod van ser The Action, The Zombies, Zoot Money, The Creation i John's Children.
A més, programes televisius amb actuacions dels grups de moda van aconseguir gran popularitat, com ara Ready Steady Go! (RSG). La presentadora, Cathy McGowan, va arribar a ser coneguda com a la «Reina dels Mods» –sobrenom atorgat en altres ocasions a la cantant de soul britànica Dusty Springfield i a la model Twiggy. Una presentadora de televisió amb accent obrer era un fet insòlit a l'època.
Els mods van tenir enfrontaments violents amb els rockers, que van degenerar en batalles campals en ciutats costaneres de vacances com ara Brighton, Margate i Hastings el 1964. A conseqüència d'aquests esdeveniments hi va haver cert debat social sobre la «joventut moderna» a Gran Bretanya. La pel·lícula Destí a Brighton de 2021 recull un d'aquests enfrontaments.

## Els mods als Països Catalans
El moviment arribà a l'estat espanyol amb més de vint anys d'endarreriment, tot just uns anys després d'una segona explosió mod, protagonitzada per grups com ara Lambretta, The Prisoners i, sobretot, The Jam, en allò que s'ha conegut com a Revival Mod. Les primeres formacions emmarcades en aquest estil a l'estat foren Los Elegantes, Pánico Speed i els catalans Brighton 64.
A finals dels vuitanta i fins a mitjans dels 90 hi va haver a Lleida un nucli molt important dedicat a aquesta cultura. Organitzats al voltant del Pop Art Club, joves de la ciutat van editar el fanzin Los Flequillos de la Morsa i van organitzar all-nighters, festivals, concerts i sortides en escúter. El festival anual més important portava per nom "Walrus Weekend" i congregava visitants de tot l'estat i de la Catalunya Nord. Els seus llocs de trobada eren La Casa De La Bomba i el Pentagrama, tots dos locals regentats per joves afins al moviment. Les activitats del Pop Art Club van permetre que joves de tot l'estat es trobessin a Lleida i la ciutat destaqués com una de les cites ineludibles del panorama mod.
A nivell discogràfic i parlant de Catalunya, cal remarcar las tasca del segell barceloní Bip Bip Records. Creat per Albert Gil (Brighton 64, Matamala, Top Models) al 2000 i en actiu fins al 2011, va editar tant en CD com en vinil multitud de grups mods o de coordenades relacionades, com el pop o la psicodèlia. Top Models, Chest, Sidonie, Art School o Chicos del Sábado van ser alguns dels grups que van editar amb el segell.
Als Països Catalans hi tenen lloc diversos esdeveniments organitzats per mods i que són tot un aplec de joves d'arreu del territori seguidors d'aquesta cultura. A Barcelona, el club mensual més important és The Boiler, on es poden sentir els sons més clàssics de la música negra de la mà dels punxa-discs més coneguts. A la capital catalana també se celebra anualment Le Clean Cut, un esdeveniment dels més importants a Europa. En algunes zones de Catalunya també se celebren aplecs comarcals modernistes, trobades de mods i escuteristes. Al País Valencià, podem trobar esdeveniments de caràcter modernista al Grau de Castelló, amb Rhythm & Beach Weekender, o a Alacant, amb el Mod Summer Party.
Des del 2016, a Constantí (Tarragonès) s'hi celebra l'Aplec d'Aplecs, amb un aire molt mod i Ié-ié dels anys seixanta, autoproclamat com a modernisme aborigen amb un marcadíssim esperit de modernor i aglutinació de mods, beatniks i assimilats dels Països Catalans.
Una lectura interessant per entendre el fenomen a terres de parla catalana és l'obra de Robert Abella 40 mods de les nostres terres (2012), editat per Editorial Base. A les seves pàgines trobem el testimoni de fins a 40 homes i dones que han viscut el fenomen mod sota diferents paradigmes. Del pròleg se n'ocupa Kiko Amat, i entre els testimonis hi trobem Alfredo Calonge (Los Negativos), Albert Gil (Brighton 64), Gumersindo Manso, Sebastián Avilés o Eneida Fever entre molts altres.